# Balbisia peduncularis
Balbisia peduncularis là một loài thực vật có hoa trong họ Vivianiaceae hoặc họ Francoaceae nghĩa rộng (s. l.). Loài này được John Lindley miêu tả khoa học đầu tiên trong tháng 3 năm 1831 theo mẫu do Mr. Rae gửi cho Hiệp hội Làm vườn Hoàng gia Anh năm 1825 dưới danh pháp Ledocarpon pedunculare.
Cũng trong tháng 3 năm 1831 William Jackson Hooker mô tả loài Cruckshanksia cistiflora theo mẫu mà Alexander Cruckshanks gửi về.
Khoảng tháng 7 đến tháng 9 năm 1831 David Don chuyển nó sang chi Balbisia (ông dẫn chiếu tới L. pedunculare của John Lindley trước C. cistiflora của William Jackson Hooker) với danh pháp mới là Balbisia peduncularis.

## Phân bố
Loài này được tìm thấy từ Peru tới miền trung Chile.